# Liste von Lautenisten des 20. und 21. Jahrhunderts
Die nachfolgende Liste führt Personen auf, die im 20. und 21. Jahrhundert insbesondere durch die Interpretation von Musikwerken für die Laute in Erscheinung getreten sind.
- Hans Dagobert Bruger (1894–1932)
- Heinz Bischoff (1898–1963)
- Walter Gerwig (1899–1966)
- Erich Schütze (1899–1978)
- Hans Neemann (1901–1943)
- Ernst Pohlmann (1902–1983)
- Diana Poulton (1903–1995)
- Gerhard Tucholski (1903–1983)
- Suzanne Bloch (1907–2002)
- Rolf Rapp (um 1910–1971)[1]
- Gusta Goldschmidt (1913–2005)
- Fritz Seidemann (1913–2003)
- Joseph Iadone (1914–2004)
- Heinz Teuchert (1914–1998)
- Nives Poli (1915–1999)
- Reginald Smith Brindle (1917–2003)
- Thomas Binkley (1931–1995)
- Eugen M. Dombois (1931–2014)
- Mijndert Jape (* 1932)
- Konrad Ragossnig (1932–2018)
- Robert Spencer (1932–1997)
- Julian Bream (1933–2020)
- Michael Schäffer (1937–1978)
- Dieter Kirsch (* 1940)
- James Tyler (1940–2010)
- Philippe Meunier (* 1942)
- Toyohiko Satoh (* 1943)
- Albert Reyerman (1944–2020)
- Bernd Romahn (* 1944)
- Anthony Rooley (* 1944)
- Anne Bailes-van Royen (* 1946, Tochter von Gusta Goldschmidt)
- Hopkinson Smith (* 1946)
- Takashi Tsunoda (* 1946)
- Antony Bailes (* 1947)
- Dániel Benkő (1947–2019)
- Hartmut Dentler (1947–2016)
- Patrick O’Brien (1947–2014)
- Jürgen Hübscher (* 1948)
- Stefan Lundgren (* 1949)
- Wolfgang Praxmarer (* 1949)
- Jean-Marie Poirier (* 1950)
- André Burguete (* 1951)[2]
- Stephen Stubbs (* 1951)
- Jakob Lindberg (* 1952)
- Crawford Young (* 1952)
- Konrad Junghänel (* 1953)
- Lutz Kirchhof (* 1953)
- Robert Barto (* 1954)
- Nigel North (* 1954)
- Paul O’Dette (* 1954)
- Andrea Damiani (* 1955)
- Pascal Monteilhet (1955–2022)
- Peter Croton (* 1957)
- Luca Pianca (* 1958)
- Karl-Ernst Schröder (1958–2003)
- Hans-Werner Apel (* 1959)[3]
- Hans Brüderl (* 1959)
- Eduardo Egüez (* 1959)
- Stefan Maass (* 1960)[4]
- Wolfgang Katschner (* 1961)
- Rolf Lislevand (* 1961)
- Heiko Schmiedel (* 1962)
- Jozef van Wissem (* 1962)
- Joachim Held (* 1963)
- Andreas Martin (* 1963)
- Michiel Niessen (* 1963)
- Björn Colell (* 1964)
- Edin Karamazov (* 1965)
- Christina Pluhar (* 1965)
- Frank Pschichholz (* 1966)
- Thomas Höhne (* um 1970)
- David van Ooijen (* um 1970)
- Julian Behr (* 1972)
- Marc Lewon (* 1972)
- Miguel Yisrael (* 1973)[5]
- Bernd Hofstötter (* 1975)[6]
- Daniel Kurz (* um 1975)
- Evangelina Mascardi (* 1977)[7]
- Dohyo Sol (* 1979)
- Magnus Andersson (* 1981)
- Amandine Affagard (* um 1987)
- Thomas Dunford (* 1988)
- Jadran Duncumb (* 1991)[8]